# サルヴァトーレ・クァジモド
サルヴァトーレ・クァジモド（Salvatore Quasimodo, 1901年8月20日 - 1968年6月14日）はイタリアの作家。1959年にノーベル文学賞を受賞した。ジュゼッペ・ウンガレッティ（Giuseppe Ungaretti）、エウジェーニオ・モンターレ（Eugenio Montale）とともに20世紀イタリアの最高の詩人と言われている。

## 伝記
クァジモドはシチリア州のモーディカで生まれ、1908年に父親が地震による人口の集中に対処する仕事を任されたため、メッシーナに引っ越した。自然の大きな力は若いクァジモドの心に衝撃を残した。1919年に彼は地元の工業大学を卒業し、後にフィレンツェの市長となるGiorgio La Piraともこのメッシーナで知り合った。
1917年、彼はNuovo giornale letterarioという短命の文芸誌を創刊し、自身の最初の詩を発表した。1919年には工学の研究を修了させるためにローマへ移ったが、経済的な事情から科学の職を選ぶことになった。この頃に彼はいくつかのレビューの執筆に参加しつつ、ギリシア語とラテン語を学んだ。
1929年、妹の夫であるElio Vittoriniに招かれて彼はフィレンツェに引っ越し、Alessandro BonsantiやEugenio Montaleらの詩人と出会った。1930年に彼はレッジョ・ディ・カラブリアで工学者としての職を得た。彼はここでその後執筆活動を支援してくれたミセファリ兄弟と出会った。身近にあったヘルメス主義運動が彼の飛躍の契機となり、クァジモドはこの年、初の詩集Acque e terreを出版した。
1931年、彼はインペリア、その後ジェノヴァに移った。ここでCamillo Sbarbaroやその他Circoliという文芸誌に投稿する詩人たちと知り合い、多くの合作を作った。1932年には彼らと新しい詩集Oboe sommersoを上梓したが、ここには1930年から32年の彼の全作品が収められている。
1934年にはミラノに移住し、1938年から執筆に集中し、Cesare Zavattiniらとヘルメス主義運動の機関紙Letteraturaのためのレビューを書いた。1938年には詩集Poesieを、1939年にはギリシア語の訳詩集Lirici Greciを発表した。1940年、彼はミラノ大学文学部の教授に就任した。
第二次世界大戦中は反ファシズムの立場をとったが、ドイツの支配に反対するイタリアのレジスタンス運動には参加しなかった。戦中、彼はヨハネによる福音書やガイウス・ウァレリウス・カトゥルスの詩、オデッセイのエピソードなどの翻訳に努めた。1945年、彼はイタリア共産党に入党した。
1946年には次の詩集Giorno dopo giornoを発表したが、この中では道徳的な契約や社会批判のトーンがはっきりと表れていた。この傾向は続く作品La vita non è sogno 、Il falso e il vero verde、La terra impareggiabileでも見られた。この間も彼は古典の翻訳やジャーナリスト等との合作も続けた。
1950年代、クァジモドは数々の賞を受賞した。1950年にSan Babila賞、1953年にEtna-Taormina賞、1958年にViareggio賞、そして1959年についにノーベル文学賞を受賞した。1960年と1967年にはメッシーナ大学とオックスフォード大学からそれぞれ名誉学位を贈られた。
彼は晩年にはアメリカやヨーロッパを飛び回って多くの講演や講義をこなし、それが何ヶ国語にも翻訳された。1968年6月、講演先のアマルフィで彼は脳出血に襲われ、数日後にナポリの病院で亡くなった。現在はミラノの墓地に眠っている。

## 作品リスト
- Acque e terre (1930)
- Oboe sommerso (1932)
- Erato e Apòllìon (1938)
- Poesie (1938)
- Lirici Greci (1940)
- Ed è subito sera (1942)
- Con il piede straniero sopra il cuore (1946)
- Giorno dopo giorno (1947)
- La vita non è sogno (1949)
- Il falso e vero verde (1954)
- Il fiore delle "Georgiche" (1957)
- La terra impareggiabile
- Il poeta e il politico e altri saggi (1960)
- Dare e avere (1966)

## 日本語訳
- 『クワジーモド詩抄』河島英昭編訳 ノーベル賞文学全集24：主婦の友社 1972。受賞演説と詩集抜粋
- 『クワジーモド詩集』井手正隆訳 思潮社 1992.6
- 『そしてすぐに日が暮れる』河島英昭訳 平凡社ライブラリー 1994.3
  - 元版「世界名詩集14 イタリア」平凡社 1968
- 『クアジーモド全詩集』河島英昭訳 筑摩書房 1996.3
  - 『クァジーモド全詩集』岩波文庫 2017.7